# Argidia subapicata
Argidia subapicata är en fjärilsart som beskrevs av William Schaus 1901. Argidia subapicata ingår i släktet Argidia och familjen nattflyn. Inga underarter finns listade i Catalogue of Life.